# Juliane A. Lischka
Juliane A. Lischka (* 1981) ist eine deutsche Kommunikationswissenschaftlerin.

## Leben
Sie studierte Medienwissenschaft, Psychologie und Germanistische Sprachwissenschaft an der Friedrich-Schiller-Universität Jena und schloss 2005 als Magistra Artium ab. Danach arbeitete sie in der Forschung bei Roland Berger Market Research und Synovate (später Ipsos). Ab 2009 war sie bei Gabriele Siegert als Assistentin in der Abteilung „Media Economics & Management“ am Institut für Kommunikationswissenschaft und Medienforschung (IKMZ) der Universität Zürich tätig. Dort wurde sie 2014 zum Dr. phil. in Kommunikationswissenschaft promoviert mit der Dissertation Economic news, sentiment, and behavior. Anschließend verblieb sie bis 2020 als Oberassistentin am IKMZ. Sie war auch Fellow der Digital Society Initiative der Universität Zürich, Research Fellow an der University of Oxford, Cardiff University und der Ludwig-Maximilians-Universität München sowie Gastprofessorin an der Erasmus-Universität Rotterdam. Seit 2020 ist sie Professorin (W2) für Journalistik und Kommunikationswissenschaft, insbesondere Digitalen Journalismus an der Universität Hamburg.
Ihre Forschungsschwerpunkte sind Digitalisierungsstrategien von Nachrichtenunternehmen, die Rolle von Technologie für den Journalismus und die Veränderung professioneller Standards im Journalismus.

## Schriften (Auswahl)
- Economic news, sentiment, and behavior. How economic and business news affects the economy. Wiesbaden 2016, ISBN 3-658-11540-8.
- mit Gabriele Siegert, Werner Wirth und Patrick Weber (Hrsg.): Handbuch Werbeforschung. Wiesbaden 2016, ISBN 3-531-17426-6.